# Marian Sîrbu
Marian Sîrbu (Brăila, 29 de enero de 1976) es un deportista rumano que compitió en piragüismo en la modalidad de aguas tranquilas. Ganó una medalla de bronce en el Campeonato Mundial de Piragüismo de 1999, y una medalla de bronce en el Campeonato Europeo de Piragüismo de 1999.
Participó en los Juegos Olímpicos de Sídney 2000, donde fue eliminado en las semifinales de la prueba de K4 1000 m.

## Palmarés internacional
| Campeonato Mundial | Campeonato Mundial | Campeonato Mundial | Campeonato Mundial |
| Año                | Lugar              | Medalla            | Evento             |
| ------------------ | ------------------ | ------------------ | ------------------ |
| 1999               | Milán (Italia)     | Medalla de bronce  | K4 1000 m          |
| Campeonato Europeo |                    |                    |                    |
| Año                | Lugar              | Medalla            | Evento             |
| 1999               | Zagreb (Croacia)   | Medalla de bronce  | K4 500 m           |